# 菲律宾特种部队

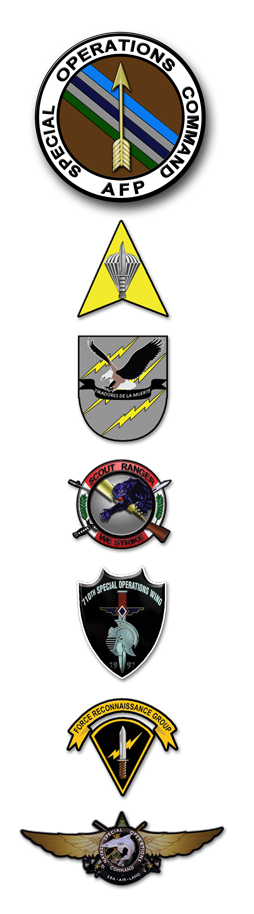
菲律宾特种部队徽章（由上而下）：菲律宾武装部队特种作战司令部、菲律宾陆军特种部队团、菲律宾陆军轻反应团、菲律宾陆军第一侦察游骑兵团、第710特种作战联队、菲律宾海军陆战队特种作战群和菲律宾海军特种作战司令部

菲律宾特种部队是菲律宾武装部队（AFP）的特种作战力量，负责打击国内叛乱和恐怖组织，主要分为陆、海、空三个军种。尽管菲律宾武装部队是于美属自治邦时期根据《1935年国防法》成立，但其历史可以追溯至1898年的菲律宾革命军，在历史上发挥不可或缺的作用。
以下是菲律宾的特种部队，深绿色是陆海空三军联合的特种作战司令部，浅绿色表示构成特种作战司令部的一部份。